# Ulrich Christian Gyldenløve

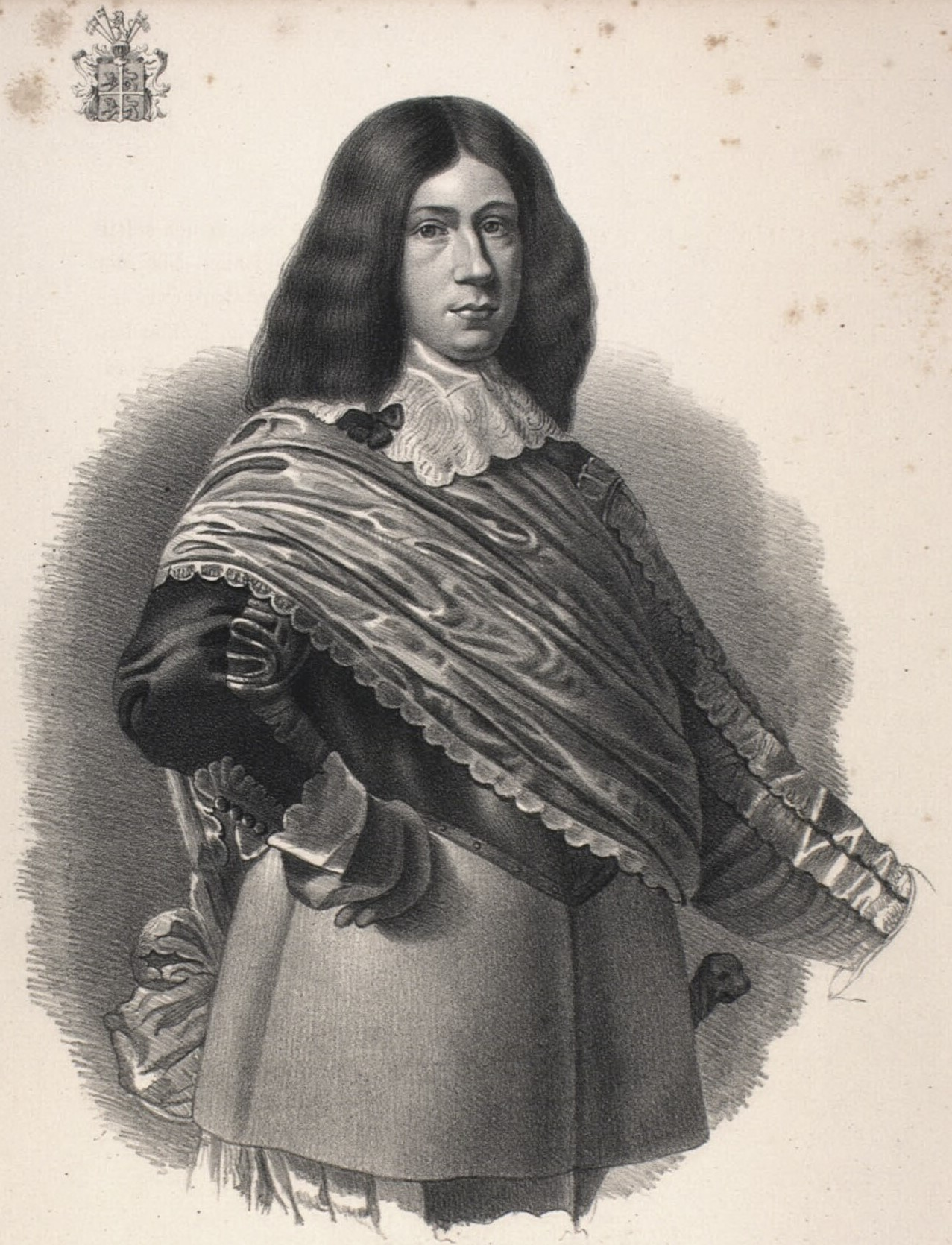
Ulrik Christian Gyldenløve

Graf Ulrich Christian Gyldenløve bzw. Ulrik Christian Gyldenløwe (* 7. April 1630; † 11. Dezember 1658 in Kopenhagen) war ein dänischer General. Er war ein illegitimer Sohn des dänischen Königs Christian IV. mit der Mätresse Wiebke Kruse und somit Halbbruder des Königs Friedrich III.
Er trat früh in die Armee ein. Während des Torstenssonkriegs gegen Schweden wurde er Rittmeister und erwarb sich einen Ruf als tapferer und ausdauernder Soldat. Bis 1654 avancierte er zum Generalmajor und nahm teil an den Planungen zum Ausbruch des Zweiten Nordischen Krieges gegen Schweden. Als Oberkommandierender bei der Verteidigung Kopenhagens gegen den schwedischen König Karl X. Gustav soll er mutig in den vordersten Reihen gekämpft, kühne Ausfälle unternommen und die Verteidiger immer wieder angespornt haben. Während der Kämpfe soll er dann an Fleckfieber erkrankt sein, als Todesursache wurde später Erschöpfung angegeben.